# Steve Irwin
Stephen Robert Irwin (22 tháng 2 năm 1962 - 4 tháng 9 năm 2006) là nhà động vật học, chuyên gia bảo tồn và dẫn chương trình người Úc. Anh nổi tiếng toàn cầu sau khi xuất hiện cùng với vợ là Terri Irwin trong loạt phim tài liệu có tựa đề The Crocodile Hunter chuyên về động vật hoang dã, tên của chương trình, Người săn cá sấu sau đó trở thành biệt danh đặc trưng của anh. Ngoài ra, Steve và vợ còn sở hữu và điều hành sở thú Australian Zoo do bố mẹ anh thành lập ở Beerwah, cách thành phố Brisbane thủ phủ bang Queensland 80 km (khoảng 50 dặm) về phía bắc. Steve qua đời ngày 4 tháng 9 năm 2006 sau khi bị một con cá đuối gai độc đâm vào ngực trong lúc đang quay phim dưới nước cho chương trình tự nhiên Ocean's Deadliest.

## Thời thơ ấu
Cha mẹ của Steve sinh ra ở Melbourne, bang Victoria, Úc. Năm 1970, khi anh tám tuổi, cả gia đình chuyển đến sống ở bang Queensland. Cha của anh, ông Bob Irwin rất quan tâm đến động vật bò sát (bao gồm cả các loài rắn và cá sấu), hai vợ chồng ông đã thành lập một công viên động vật nhỏ có tên Queensland Reptile and Fauna Park. Lên chín tuổi, anh bắt đầu làm quen với các loài động vật bằng cách cho ăn và chăm sóc chúng. Steve dần trở thành cậu bé chuyên đánh bẫy cá sấu trong những năm sau đó. Anh bắt cá sấu trong khu vực dân cư sinh sống và đưa chúng vào công viên. Anh cũng làm tình nguyện viên cho Ban quản lý Dự án cá sấu Bờ Đông bang Queensland.

## Sự nghiệp
Năm 1991, Steve trở thành chủ công viên, anh đổi tên nơi đây thành sở thú Australian Zoo. Năm 1992, anh gặp và kết hôn với Terri Raines, hai người bắt đầu lên đường khám phá các miền đất mới để bắt cá sấu. Toàn bộ cuộc hành trình trở thành một phần của bộ phim tài liệu The Crocodile Hunter và được phát sóng trên TV, chương trình được khán giả ở 120 quốc gia theo dõi, dần dần mang đến sự nổi tiếng cho nhà thám hiểm với lượng người hâm mộ đông đảo ở Úc và Anh Quốc. Những năm sau đó, Steve tiếp tục mở rộng đa dạng tự nhiên của sở thú với các loài chim rừng mưa. Anh cũng sáng lập tổ chức World Wildlife Warriors, chuyên bảo tồn các loài động vật quý hiếm có nguy cơ tuyệt chủng.

## Cái chết
Vào khoảng 11 giờ sáng ngày 4 tháng 9 năm 2006 theo giờ địa phương tại Batt Reef, gần Port Douglas, Queensland, Steve Irwin bị một con cá đuối quất đuôi đâm vào ngực trong khi đang lặn dưới nước để quay phim cho chương trình The Ocean's Deadliest. John Stainton, nhân chứng - bạn của Steve, kể lại rằng anh đã bơi quá gần con cá và bất ngờ bị nó dùng gai ở đuôi chọc trúng vào tim. Trong khi đó, Terri Irwin đang ở đảo Tasmania, đến vài giờ sau cô mới biết chồng mình đã qua đời.